# Президентские выборы в Туркменской ССР (1990)
Первые и последние в истории Туркменской ССР в составе СССР выборы президента Туркменской ССР состоялись 27 октября 1990 года. Кандидатом в президенты республики являлся всего один человек — тогдашний первый секретарь ЦК КП Туркменской ССР (фактический глава республики) с 21 декабря 1985 года — Сапармурат Атаевич Ниязов.
Явка на выборах составила рекордные 96,7 %. Стало достаточным проведение одного тура. За единственного кандидата на выборах, по официальным данным проголосовали 1 миллион 716 тысяч 278 человек (98,3 %), прописанных в Туркменской ССР. В бюллетенях выборов также была графа «против всех», под которым поставили галочку 29 тысяч 790 избирателей — 1,7 %. Недействительными были признаны 307 бюллетеней.
| Кандидат                 | Партия                                       | Количество голосов | В %  |
| ------------------------ | -------------------------------------------- | ------------------ | ---- |
| Сапармурат Ниязов        | Коммунистическая партия Туркменистана (КПСС) | 1 716 278          | 98,3 |
| Против всех              | Против всех                                  | 29 790             | 1,7  |
| Недействительных голосов | Недействительных голосов                     | 307                |      |
| Всего                    | Всего                                        | 1 746 375          | 100  |